# Daniel Stark
Daniel James Stark (* 7. September 1976) ist ein ehemaliger Schweizer Basketballspieler.

## Werdegang
Stark spielte bis 1994 beim BC Aesch. Er wechselte zum Zweitligisten CVJM Birsfelden, bei dem er bis 1998 blieb. Hernach schloss sich der 2,05 Meter grosse Innenspieler dem BC Boncourt in der Nationalliga A an.
Nach drei Jahren in Boncourt wechselte der Schweizer Nationalspieler in die zweitklassige Nationalliga B zurück und war im Spieljahr 2001/02 Mitglied des BC Arlesheim. 2002/03 war er dann Spieler der durch eine Zusammenlegung des BC Arlesheim und dem CVJM Birsfelden entstandenen Mannschaft Starwings Basket Regio Basel. 2003 wechselte der beruflich als Architekt tätige Stark zum Viertligisten BC Münchenstein. Im Spieljahr 2004/05 verstärkte er wieder Starwings Basket.
Sein Bruder Dominic Stark war ebenfalls Schweizer Nationalspieler.